# One Night (песня Lil Yachty)
«One Night» (изначально названый как «1Night») — трек американского репера Lil Yachty. Это лид-сингл с его дебютного микстейпа под названием «Lil Boat», который вышел в 2016 году. Продюсером песни выступил TheGoodPerry.
Свою популярность трек приобрел путём появления в одном популярном ролике на «YouTube», который носит название "When Bae Hits You With That "So What Are We?"". В результате которого песня приобрела более 39 миллионов прослушиваний на аккаунте Lil Yachty в «SoundCloud».
Пиковой позицией трека в американском отделении чарта «Billboard Hot 100» выступила 49 строчка. Сингл также получил платиновую сертификацию от американской ассоциации звукозаписывающих компаний (RIAA).

## Музыкальное видео
Видеоклип на песню «One Night» был загружен на видеохостинг «YouTube» 3 мая 2016 года и набрал более 120 миллионов просмотров на июль 2018 года.

## Позиции в чартах
| Чарт (2016)                       | Высшая позиция |
| Billboard Hot 100                 | 49             |
| Hot R&B/Hip-Hop Songs (Billboard) | 18             |
| Hot Rap Songs (Billboard)         | 13             |
| --------------------------------- | -------------- |

## Сертификации
| Страна | Сертификация | Сертифицированное количество продаж |
| --- | ------------ | ----------------------------------- |
| Соединенные штаты (США)                                                                                                | Платина      | 1,000,000                           |
| * Количество продаж основано только на сертификациях Количество продаж и прослушиваний основано только на сертификация |              |                                     |